# Íñigo Cuesta
Íñigo Cuesta López de Castro (Burgos, 1969. június 2. –) spanyol profi kerékpáros,  a kanadai Cervélo TestTeam, korábban a Team Saxo Bank versenyzője volt. 2011-ben visszavonult a versenyzéstől.
Profi pályafutása 1994-ben kezdődött a baszk Euskadi csapatnál. Itt szerzett egy második helyet az 1995-ös Vuelta a Asturias-on, majd 1996-ban aláírt a spanyol ONCE csapathoz. Az első komolyabb sikerig 1998-ig kellett várni, amikor is megnyerte a Vuelta al País Vasco versenyt. Bár a 2000-es Dauphiné Libéré-n szakaszt tudott nyerni, a ONCE mégse hosszabbította meg vele a szerződést, így került a Cofidis-hez. Négy évre azonban megint visszaesett, legjobb helyezése a 2005-ös Vuelta a España 13. helye összetettben. 2005-ben ismét csapatott váltott, immár a Saunier Duval-Prodir csapatát erősítette. A 2005-ös Volta a Catalunya 5. szakaszát sikerült megnyernie. 2006-tól Team CSC színeiben versenyzett, ahol a csapatvezető Carlos Sastre segítője volt. Amikor 2009 elején Sastre bejelentette, hogy az újonnan megalakult Cervélo TestTeam-be távozik, Cuesta is követte őt.

## Sikerei
1997
70. hely összetettben, Tour de France
1998
Győztes, Vuelta al País Vasco
2000
6. szakasz győztese, Dauphiné Libéré
2001
63. hely összetettben, Tour de France
2002
49. hely összetettben, Tour de France
2003
127. hely összetettben, Tour de France
2005
5. szakasz győztese, Volta a Catalunya
Hegyi pontverseny győztese, Volta a Catalunya

## Külső hivatkozások
- Profilja a Team CSC honlapján Archiválva 2008. május 2-i dátummal a Wayback Machine-ben